# Shinobi no Ittoki
Shinobi no Ittoki (忍の一時?), conocida como A Shinobi’s Moment en inglés, es una serie de anime original producida por DMM Pictures y animada por Troyca. La serie se estrenó el 4 de octubre de 2022.

## Trama
En el Japón actual, después de que intentan matarlo, Ittoki Sakuraba se entera de que es un descendiente directo y heredero legítimo del clan ninja Iga. Su madre lo envía a la Academia de Ninjutsu, la única escuela ninja nacional de Japón, para que estudie y se entrene como ninja mientras se realizan investigaciones para descubrir quién intenta matarlo y por qué. En la escuela, Ittoki se involucra con sus nuevos compañeros de clase, que incluyen algunas jóvenes ninja hermosas pero mortales, pero el peligro siempre está presente... especialmente cuando hay un presunto traidor dentro de la escuela.

## Personajes
Ittoki Sakuraba (櫻羽一時 Sakuraba Ittoki?)
 Seiyū: Ryōta Ōsaka, Jesse Torres (español latino)
El protagonista principal que escapa de un intento fallido de asesinato y se inscribe en la Academia Ninja. Es reacio a convertirse en el próximo jefe de su clan, pero se ve obligado a aceptar la realidad cuando se ve envuelto en la guerra entre su clan y Koga. Tras la muerte de su madre se convierte el nuevo jefe de su clan. Al finalizar la guerra, Ittoki y Kosetsu deciden seguir una vida normal.
Tokisada Kaga (加賀時貞 Kaga Tokisada?)
 Seiyū: Katsuyuki Konishi, Víctor Covarrubias (español latino)
El tío de Ittoki y uno de los luchadores más fuertes de Iga con la reputación de ser llamado "Shura no Tokisada". A pesar de su actitud relajada, Tokisada es poderoso en combate y no dudará en llegar a los extremos para completar una misión. Más adelante, mata a Kidou cuando éste se disponía a matar a Ittoki tras ser derrotado, convirtiéndose en un fugitivo.
Kōsetsu (紅雪?)
 Seiyū: Haruka Shiraishi, Polly Huerta (español latino)
Amiga de la infancia y guardaespaldas de Ittoki del pueblo de Iga, quien fue adoptado por Yumika. Aunque se desconocen sus orígenes, usa una máscara facial que probablemente oculta una cicatriz debajo. Kōsetsu aparentemente asesina a la jefa de la aldea Iga, Yumika Sakuraba bajo la manipulación de Genji Karajishi de los ninjas Koga (cuando en realidad fue Reiha quien mató a Yumika). Se revela que es la hija de Kidō Minobe el jefe de los ninjas Koga y él implantó un chip en su cráneo para manipularla. Al finalizar la guerra, Ittoki y Kosetsu deciden seguir una vida normal 
Yumika Sakuraba (櫻羽弓香 Sakuraba Yuka?)
 Seiyū: Kikuko Inoue, Rommy Mendoza (español latino)
La madre de Ittoki y la actual jefa de la aldea Iga que asumió el liderazgo después de la muerte de su esposo. Aunque no nació en una familia ninja, su prudencia y coraje frente a la muerte le han valido el respeto de toda la Aldea Iga. Finalmente termina asesinada aparentemente por Kōsetsu bajo la manipulación de Genji Karajishi de los ninjas Koga. Se revela después que Reiha fue la que mató a Yumika al ver que Kotetsu se resistía a matarla.
Kirei Kisegawa (黄瀬川輝麗 Kisegawa Kirei?)
 Seiyū: Aoi Yūki, Marysol Lobo (español latino)
Ella es la compañera de clase de Ittoki y Kosetsu que parece ser amigable y débil, sin embargo, sin que los dos y Suzaku Ban lo sepan, es engañosa y manipuladora. Ella pertenece a la Aldea Fuma, cuyas formas eran conservadoras y radicales, fruncen el ceño ante los tiempos cambiantes y prefieren las viejas formas de los ninja. Se insinúa que querían que los Koga y los Iga fueran a la guerra entre ellos. Sintiéndose arrepentida porque sus actos ocasionaron la muerte de Yumika, Kirei se une al bando de Ittoki. Años después de finalizar la guerra, Kirei se convierte en actriz.
Ryoko Sukuno (鈴ノ音涼子 Sukuno Ryōko?)
 Seiyū: Hitomi Sekine
Ella pertenece a la aldea Saika que ya está en peligro de desaparecer, su aldea alguna vez fue conocida como el centro tecnológico del ninjitsu, donde durante su apogeo era un lugar para la tecnología del ninjitsu. Ella y su padre fueron los últimos de dicho pueblo, pero a pesar de la renuencia de su padre a dejarla continuar con la tradición familiar de ser un ninja, todavía tiene la esperanza de revivir el pueblo y todavía inventa cosas que ella y sus amigos pueden usar. A pesar de tener habilidades de lucha moderadas, sobresale en los estudios y, a menudo, en cualquier prueba, también sobresale en el uso de la tecnología junto con su ninjitsu.
Satomi Tsubaki (椿里美 Tsubaki Satomi?)
 Seiyū: Miyu Tomita, Ileana Escalante (español latino)
Compañera de clase de Ittoki y ninja de la aldea de Koga. Ocultando su estatus de ninja, se "convirtió" en la novia temporal de Ittoki en un intento de matarlo. Después de que él escapa y arrestan a Satomi, ella se suicida tras las rejas. Finalmente se revela que fue manipulada por los ninjas Koga por un chip implantado en su cráneo.
Suzaku Ban (伴朱雀 Ban Suzaku?)
 Seiyū: Taito Ban, Luis Navarro (español latino)
Rival de Ittoki y compañero de clase de la Academia Ninja. Tiene un fuerte odio prejuicioso contra Ittoki por el asesinato de la cabeza de Koga por parte del clan Iga, un hombre a quien Suzaki había admirado mucho. Al enterarse de que Kidou fue el responsable del asesinato de Kishinmaru, Suzaku se alía con Ittoki y se enfrenta a los ninja Koga que eran leales a Kidou, donde resulta gravemente herido. Años después, Suzaku se convierte en el nuevo jefe del clan Koga y hace las paces con Iga.
Himura Takane (高嶺火村 Takane Himura?)
 Seiyū: Taku Yashiro
Mitsuzō Moriyama (森山光蔵 Moriyama Mitsuzō?)
 Seiyū: Kan Tanaka, Santos Alberto (español latino)
Reiha Tsuge (柘植礼羽 Tsuge Reiha?)
 Seiyū: Naomi Shindō, Sarah Souza (español latino)
Reiha es una ninja de Iga que trabaja en el área de servicio de la aldea de Iga. Se revela después que ella fue la traidora quien mató a Yumika cuando Kotetsu se resistió a matarla, ya que siguió las órdenes de Kidou, quien le habría prometido salvar a su esposo en coma. Al ser expuesta ante todos, Reiha explica sus motivos de la traición a Iga antes de envenenarse. 
Hoō Ban (伴鳳扇 Ban Hoō?)
 Seiyū: Masaki Terasoma, Óscar Gómez (español latino)
Enbi Takane (高嶺焔毘 Takane Enbi?)
 Seiyū: Yasuhiro Mamiya
Kidō Minobe (美濃部鬼道 Minobe Kidō?)
 Seiyū: Kenjirō Tsuda
El principal antagonista. Kidō es el jefe actual del Clan Koga tras el asesinato de Kishinmaru, quien reúne a los Koga en hostilidades abiertas hacia los Iga con el pretexto de venganza por la muerte de Kishinmaru, enmarcada en Iga. Nacido con deficiencias físicas, Kidō no pudo servir como Ninja, siendo obligado a someterse a varios procedimientos médicos que buscaban aumentar sus habilidades físicas, los cuales terminaron en fracaso y lo dejaron marcado de por vida, ya que siempre recordaría el dolor que sintió, el cual se acentuó más con el nacimiento de su hermano más exitoso Kishinmaru. Amargado y resentido por el sufrimiento que le infligieron, Kidō desarrolló un odio asesino hacia todos los Ninjas y su forma de vida. Fue él quien planeó los asesinatos de su hermano Kishinmaru y Yumika. Ittoki y Kousetsu confrontan a Kidou en su oficina, donde Ittoki se pregunta si Kidou estaba motivado por querer liberarse de los grilletes de la sociedad ninja. Sin embargo, Kidou admite que solo quiere destruir a todos los ninjas por su propio capricho y por el bien del poder. Kidou activa su propio Núcleo Ninja y ataca a Ittoki y Kousetsu, aunque gracias al Núcleo Ninja Iga, Ittoki puede derrotar a Kidou y deja que el NSC lo detenga. Kidou intenta aprovechar la oportunidad para atacar a Ittoki, pero Tokisada interviene y mata a Kidou justo cuando llegan Shione y el NSC.
Shione Kōzuki (上月汐音 Kōzuki Shione?)
 Seiyū: Yūki Takada
Hayato Goshogawara (五所川原隼人 Goshogawara Hayato?)
 Seiyū: Tomoaki Maeno, Josué Alher (español latino)
Hayato fue el oficial al mando de la Unidad 1 de Annin y también se desempeñaba como Oficial de la Agencia Annin. Sus subordinados confiaban mucho en él. Se encargaba de investigar el asesinato de Kishinmaru. Tras finalizar el Gran Consejo Ninja y el arresto de Yumika después de que Karajishi mostrara evidencia de que los Iga fueron los que mataron a Kishinmaru, Goshogawara realiza su propia investigación y descubre algo mal con la evidencia, pero es asesinado por Karajishi, quien revela que trabaja para Koga.
Genji Kajarishi (唐獅子玄二 Kajarishi Genji?)
 Seiyū: Masaya Matsukaze
Un miembro corrupto del NSC. Durante el Gran Consejo Ninja presentó pruebas de que Yumika estuvo involucrada en el asesinato de Kishinmaru. Más adelante, asesina a Goshogawara para evitar que descubra la verdad del asesinato de Kishinmaru, revelándose que trabaja para Koga. Después, toma el control de NSC y programa la ejecución de Yumika para el día siguiente. Al enterarse de que Kousetsu y Tokisada iban a rescatar a Yumiko, Karajishi los embosca durante su escape, pero es derrotado por Tokisada. Luego, Shione y su equipo llegan y arrestan a Karajishi, después de haber atrapado a un equipo de ninjas de Koga que intentaban deshacerse del cuerpo de Goshgawara bajo sus órdenes. Dentro de la prisión, Karajishi no acepta su derrota y activa un sistema secreto implantado dentro de Kousetsu para controlarla mentalmente y tomar a Yumika como rehén en un intento de encontrar el Núcleo Ninja Iga, pero no lo consigue por la resistencia de Kousetsu. Si bien no se muestra qué pasó con él después de fin de la guerra entre Iga y Koga, se da a entender que sigue en prisión.
Jūzen Jiraibō (児雷坊十全 Jiraibō Jūzen?)
 Seiyū: Mugihito
Kominami Mitsuhashi (三ツ橋小南 Mitsuhashi Kominami?)
 Seiyū: Nanako Mori
Gantetsu Suzunone (鈴ノ音巌鐵 Suzunone Gantetsu?)
 Seiyū: Atsushi Imaruoka
Kisuke Ninokuru (二ノ曲忌助 Ninokuru Kisuke?)
 Seiyū: Kenyu Horiuchi
Kurōdo Dazai (太宰蔵人 Dazai Kurōdo?)
 Seiyū: Kenji Nomura
Yachiyo Mochizuki (望月八千代 Mochizuki Yachiyo?)
 Seiyū: Kaori Nakamura
Amadeus Yoshinaka Nishina (仁科・アマデウス・義仲 Nishina Amadeusu Yoshinaka?)
 Seiyū: Hiroki Maeda
Enya (猿夜?)
 Seiyū: Masashi Nogawa
Iboro
 Seiyū: Kazuyuki Okitsu
Mandara Samuragōchi (佐村河内曼陀羅 Samuragōchi Mandara?)
 Seiyū: Yuka Nukui, Yō Taichi
Benkei-Musō (弁慶無双?)
 Seiyū: Kōichi Sōma
Samon (左門?)
 Seiyū: Yō Taichi

## Producción y lanzamiento
Shinobi no Ittoki es producida por DMM Pictures y animada por Troyca. Está dirigida por Shū Watanabe, con Minato Takano a cargo de los guiones de la serie, Isamu Suzuki diseñando los personajes y sirviendo como director de animación en jefe y TOMISIRO componiendo la música. Se estrenó el 4 de octubre de 2022 en Tokio MX y AT-X. El tema de apertura es "Hikari" (光?  "Light"), interpretado por Humbreaders, mientras que el tema de cierre es "Oboetate" (おぼえたて?), interpretado por Hockrockb. Crunchyroll obtuvo la licencia fuera de Asia.
El 21 de septiembre de 2022, Crunchyroll anunció que la serie recibió un doblaje en español latino, que se estrenó el 25 de octubre.